# اورکون کوکجو
اورکون کوکچو (ترکی استانبولی: Orkun Kökçü؛ زادهٔ ۲۹ دسامبر ۲۰۰۰) بازیکن فوتبال متولد هلند است. البته وی برای تیم ملی فوتبال  ترکیه بازی می‌کند.

## باشگاهی
از باشگاه‌هایی که در آن بازی کرده‌است می‌توان به باشگاه فوتبال فاینورد و بنفیکا اشاره کرد.

## تیم ملی
وی همچنین در تیم‌های ملی فوتبال زیر ۱۹ سال هلند، زیر ۱۹ سال هلند، زیر ۲۱ سال ترکیه، و ترکیه بازی کرده‌است.